# Desolina
Desolina  è un nome proprio di persona italiano femminile.

## Varianti
- Femminili: Dosolina[3], Dusolina[1][3], Dasolina[1], Disolina[3], Drusolina[3], Tesolina[3], Tosolina[3], Tusolina[3]
  - Ipocoristici: Dusola[3], Dusa[1]
- Maschili: Desolino[3], Dosolino[3]

## Origine e diffusione

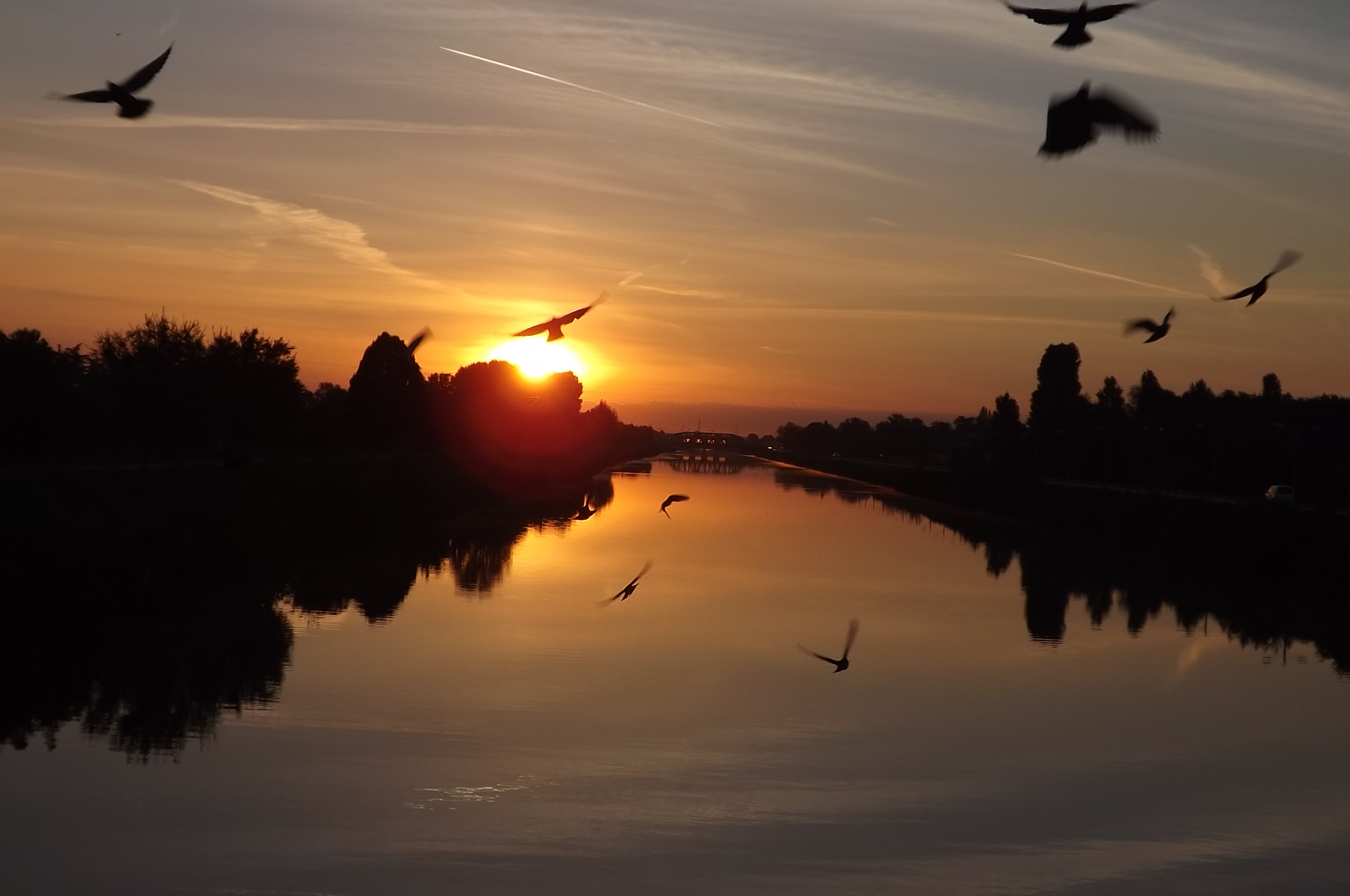
Il sorgere del Sole a Padova

L'origine è incerta; potrebbe derivare dal raro nome latino Desolinus, da desolinus o desolanus, composto da de e sol, "dalla parte del sole", "da levante".
Per quanto riguarda la sua diffusione, si ritrova perlopiù nel nord e centro Italia, specie in Toscana ed Emilia-Romagna.

## Onomastico
Il nome è adespota, non essendoci sante che gli corrispondano. L'onomastico può essere festeggiato il 1º novembre per la festa di Ognissanti.

## Persone

### Varianti
- Dusolina Giannini, soprano statunitense

## Il nome nelle arti
- Desolina è un personaggio del film Don Camillo monsignore... ma non troppo, quarto della saga di Don Camillo e Peppone, diretto da Carmine Gallone.
- Dosolina è un personaggio del romanzo Il mulino del Po di Riccardo Bacchelli.
- Dosolina è un personaggio del film del 1995 O Quatrilho - Il quadriglio, diretto da Fábio Barreto.